# Verkiezingen voor het Europees Parlement 2014/Kandidatenlijst/Aandacht en Eenvoud

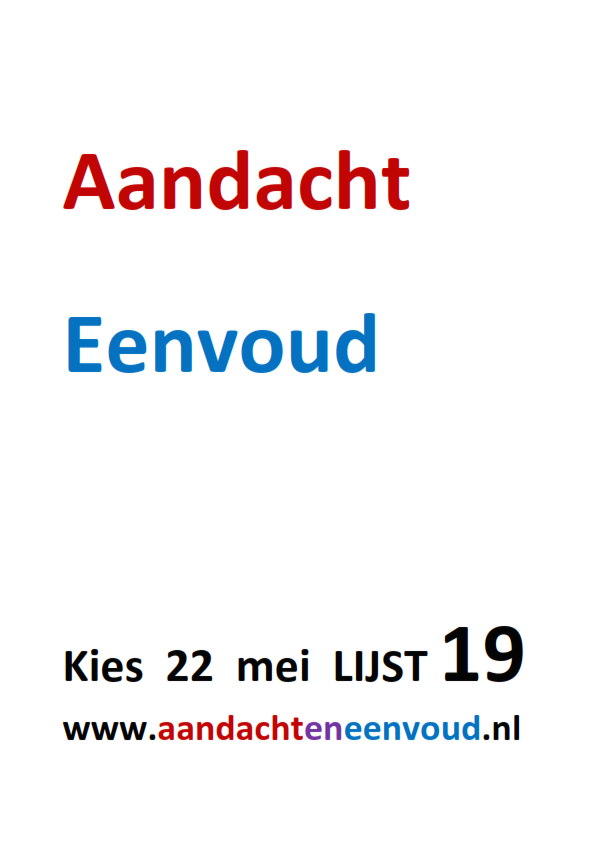
Campagneposter

De kandidatenlijst voor de Europese Parlementsverkiezingen 2014 van Aandacht en Eenvoud (lijstnummer 19) is na controle door de Kiesraad als volgt vastgesteld:
1. De Kruijf A. (Abraham) (m), Zoetermeer
2. Van Doormaal J.W.T. (Tom) (m), Elst
3. Spanier S.J. (Sera) (v), Zoetermeer
4. Boudadi M. (Mohammed) (m), Zoetermeer
5. Hard S.D. (Sheila) (v), Rotterdam
6. Van den Bergh N. (Nico) (m), s-Gravenhage
7. Brons-Stuip A.E. (Annelies) (v), Lunteren
8. Schuttevaar P.P. (Peter) (m), Ede

CDA-Europese Volkspartij · 
PVV (Partij voor de Vrijheid) ·
P.v.d.A./Europese Sociaaldemocraten ·
VVD ·
Democraten 66 (D66)-ALDE ·
GROENLINKS ·
SP (Socialistische Partij) ·
ChristenUnie-SGP ·
Artikel50 ·
IQ, de Rechten-Plichten-Partij ·
Piratenpartij ·
50PLUS ·
De Groenen ·
Anti EU(ro) Partij ·
Liberaal Democratische Partij ·
JEZUS LEEFT ·
ikkiesvooreerlijk.eu ·
Partij voor de Dieren ·
Aandacht en Eenvoud